# Estadi Obafemi Awolowo
L'Estadi Obafemi Awolowo és un estadi esportiu de la ciutat d'Ibadan, a Nigèria.
L'estadi va ser inaugurat el 1960. Fins a l'any 2010 fou anomenat Liberty Stadium. Té una capacitat per a 25.000 espectadors. Va ser seu de la Copa d'Àfrica de Nacions 1980.